# Geranomyia inornata
Geranomyia inornata là một loài ruồi trong họ Limoniidae. Chúng phân bố ở miền Cổ bắc.